# Бесконечная война (США)
Бесконечная война (также вечная война, англ. endless war, forever war) — термин в американской политике, обозначающий войны, начатые США в рамках «войны с террором» в начале XXI века: войну в Афганистане, войну в Ираке, войну в Ливии, войну в Сирии и военные операции, проводимые без ведома американской публики и даже Конгресса, например, в Нигере. Название отражает характер контрпартизанской войны с невозможностью решающей победы и необычную для США длительность катастрофических войн, которые к 2020 году длились почти два десятилетия (Э. Басевик и вовсе относит начало проблемы к 1980 году).

## Термин
Термин издавна использовался для описания периодов истории с непрерывными войнами, в частности, ситуаций в Древней Греции и средневековой Европе. Его использование в применении к войне против терроризма, начатой президентом Бушем-младшим, восходит к статье М. Даннера Taking Stock of the Forever War, опубликованной в Нью-Йорк Таймс 11 сентября 2005 года. Даннеру, в его Frozen Scandal, принадлежит также провокационное сравнение ситуации в войне против террора с орвелловской «перманентной войной» (англ. perpetual war) из романа «1984».
Термин получил распространение среди историков и военных специалистов. Э. Симпсон (англ. Emile Simpson) отмечает, что войны, конечно же, не продолжаются вечно, и слово «бесконечная» отражает отсутствие механизма преобразования военных успехов в политические, отчего перспективы окончательной победы напоминают «угасающий свет в конце тоннеля».

## Причины
Историки расходятся в оценке причин бесконечных войн. С. Мойн считает, что «гуманизация» войны привела к терпимости в отношении длительных безрезультатных войн в обществе, возводя эту идею к Л. Н. Толстому.

## Критика
Бесконечные войны стали играть существенную роль в политических процессах США. В 2020 году все ведущие кандидаты в президенты США, как и президент Трамп, включили в свою программу прекращение бесконечных войн. Трамп оценил затраты за первые 17 лет войн в 7 триллионов долларов, с гибелью 7 тысяч американских солдат, при этом по его мнению, кроме смертей и разрушений, стране «нечего продемонстрировать».
Уже в 2003 году Д. Саймс предположил, что «новые освободительные войны» могут превзойти возможности американского бюджета, приведя к неизбежности выбора между эксплуатацией покорённых стран, подобно Римской империи — что плохо кончилось для Рима, и имперским перенапряжением, которое предшествовало распаду Британской империи.